# استدعاء بولدوغ دروموند
استدعاء بولدوغ دروموند (بالإنجليزية: Calling Bulldog Drummond)‏ هو فيلم أبيض وأسود جريمة بريطاني عام 1951 من إخراج فيكتور سافيل وبطولة والتر بيدجون ومارجريت ليتون وروبرت بيتي وديفيد توملينسون وبرنارد لي. وظهور شخصية بولدوغ دروموند التي ابتكرها الروائي هيرمان سيريل ماكنيل، يحكي الفيلم قصة استدعاء دروموند من التقاعد من قبل سكوتلاند يارد للتسلل إلى عصابة جريمة لندنية قاسية للمساعدة في القبض على عصابة من اللصوص المسلحين بأسلحة عسكرية.
تم إصدار رواية مرتبطة بالفيلم في عام 1951. من إنتاج الفرع البريطاني لشركة مترو غولدوين ماير في استوديوهات إلستري. صمم ديكورات الفيلم المدير الفني ألفريد جونج.

## طاقم التمثيل
- والتر بيدجون بدور هيو "بول دوج" دروموند
- مارجريت ليتون بدور الرقيب هيلين سميث
- روبرت بيتي بدور آرثر جانز
- ديفيد توملينسون بدور ألجينون "ألجي" لونجوورث
- بيجي إيفانز بدور مولي
- تشارلز فيكتور بدور المفتش ماك إيفر
- برنارد لي بدور العقيد ويبسون
- جيمس هايتر بدور بيل، صديق دروموند
- باتريك دونان بدور أليك
- لورانس نايسميث بدور هاردكاسل، لاعب ورق
- ريتشارد كالديكوت بدور القاضي
- ريتشارد جونسون بدور مشغل برج المراقبة

## روابط خارجية
- استدعاء بولدوغ دروموند  في قاعدة بيانات الأفلام على الإنترنت (بالإنجليزية)
- استدعاء بولدوغ دروموند في قاعدة بيانات تيرنر كلاسيك موفيز للأفلام.
- استدعاء بولدوغ دروموند على فهرس معهد الفيلم الأمريكي